# Flavia Cercato
Flavia Cercato (Roma, 9 giugno 1971) è una conduttrice televisiva, personaggio televisivo e conduttrice radiofonica italiana, nipote dell'annunciatrice degli anni sessanta Aba Cercato.

## Biografia
Inizia a lavorare in Rai come impiegata ed è nel 1997 che le offrono la possibilità di fare da inviata per una nuova trasmissione di Rai Radio 2, Punto d'incontro di Pierluigi Diaco. È l'inizio di una fortunata carriera radiofonica che la vedrà protagonista di vari programmi del contenitore Il cammello di Radio 2. Definita, da Giorgio Lauro, "l'incanto dell'etere", affianca alla radio alcune esperienze televisive: presenta varie rubriche su RaiSat Gambero Rosso e conduce Omnibus Estate, la versione estiva di Omnibus su LA7.
Dal 2001 al 2004 (e poi ancora nel 2006) è l'inviata nel retropalco del Festival di Sanremo per la Gialappa's Band, nel programma di Rai Radio 2 Rai dire Sanremo. Nel 2004 fa parte della giuria selezionatrice del Festival di Sanremo e nello stesso anno è nel cast di Cronache marziane su Italia 1. Nel 2005 lascia Rai Radio 2 per Play Radio, la nuova radio del gruppo RCS, dove conduce il programma del drive time, Citofonare Play. Nel frattempo presenta su Real Time il talk show al femminile Hammam e diviene opinionista fissa nella seconda edizione del reality La fattoria, condotta da Barbara D'Urso.
Nel 2006/2007 affianca il quotidiano impegno radiofonico con la conduzione di Le 10 cose che odio di te: made in Italy su Real Time e partecipa come ospite fissa a La Grande Notte su Rai 2. Da giugno 2007 conduce Stelle e Padelle, assieme al cantante Pier Cortese; il programma, trasmesso sul canale satellitare di Sky Discovery Real Time (e da ottobre 2007 in replica su All Music), è prodotto dagli Zero Assoluto. Nello stesso periodo, per lo stesso canale satellitare, conduce Mamma mia...che rivoluzione, adattamento italiano di Makeover mamas.
Nell'estate 2007 affianca Nicola Savino nella striscia quotidiana Soirée trasmessa su Rai 2. Nel settembre 2007 inizia la conduzione di I capitalisti, spazio mattutino di Radio Capital, in cui è affiancata in un primo momento da Andrea Pellizzari, e successivamente da Massimo Cotto. Nel 2008-2009 conduce Capital Weekend su Radio Capital. Il 21 giugno 2009 conduce, assieme ad altre 10 colleghe donne dei principali network radiofonici privati italiani, la diretta congiunta del concerto benefico Amiche per l'Abruzzo.
Da gennaio fino a maggio 2010 conduce su Rai 3 l'appuntamento settimanale del talk show nella trasmissione per ragazzi Trebisonda. Nel 2011 torna a collaborare con la Gialappa's Band, dopo le esperienze passate (dal 2001 al 2004 e nel 2006), fingendo di essere l'inviata nel retropalco del Festival di Sanremo nel programma di RTL 102.5 Noi dire Sanremo. Dal 16 gennaio 2012 è co-conduttrice, assieme a Giorgio Gherarducci e Marco Santin, della trasmissione Stile Libero, in onda dal lunedì al venerdì dalle 13 alle 15 su R101. Dal 26 maggio 2013 conduce con Sergio Sironi il programma Cotti e Sparlati su R101.
Da settembre 2013 è ospite fissa, insieme a Mara Maionchi e Claudio Cecchetto, della quarta edizione del talent musicale Io canto condotto da Gerry Scotti. Nel 2015 entra a far parte del cast di Mattino Cinque su Canale 5 nel ruolo di opinionista, conducono Federica Panicucci e Francesco Vecchi. Continua fino al 2020. Dal 2021 fa parte della squadra de La vita in diretta condotta da Alberto Matano, nel ruolo di opinionista. Il 14 marzo 2023 esce il suo primo romanzo Il destino dell'ortica edito da Rizzoli.

## Trasmissioni televisive (parziale)
- Festival di Sanremo (Rai 1, 2004)
- Cronache marziane (Italia 1, 2004)
- Hammam (Discovery Real Time, 2005)
- La fattoria (Canale 5, 2005)
- La Grande Notte (Rai 2, 2006)
- Le 10 cose che odio di te: made in Italy (Discovery Real Time, 2006-2007)
- Stelle e Padelle (Sky Discovery Real Time, 2007)
- Mamma mia...che rivoluzione (Sky Discovery Real Time, 2007)
- Soirée (Rai 2, 2007)
- Trebisonda (Rai 3, 2010)
- Omnibus Estate (LA7)
- Io canto (Canale 5, 2013)
- Mattino Cinque (Canale 5, 2015)
- La vita in diretta (Rai 1, 2021)

## Radio (parziale)
- Punto d'incontro (Rai Radio 2, 1997)
- Rai dire Sanremo (Rai Radio 2, 2001-2006)
- Citofonare Play (Play Radio, 2005)
- I capitalisti (Radio Capital, 2007)
- Capital Weekend (Radio Capital, 2008-2009)
- Amiche per l'Abruzzo (2009)
- Noi dire Sanremo (RTL 102.5, 2011)
- Stile Libero (R101, 2012)
- Cotti e Sparlati (R101, 2013)
- Lochness (Rai Radio2, 2024)
- Fattore C (Radio Capital, 2025)

## Libri
- Il destino dell'ortica, Segrate, Rizzoli, 2023, ISBN 978-8817176187.